# ZEPA Embalse de Arrocampo

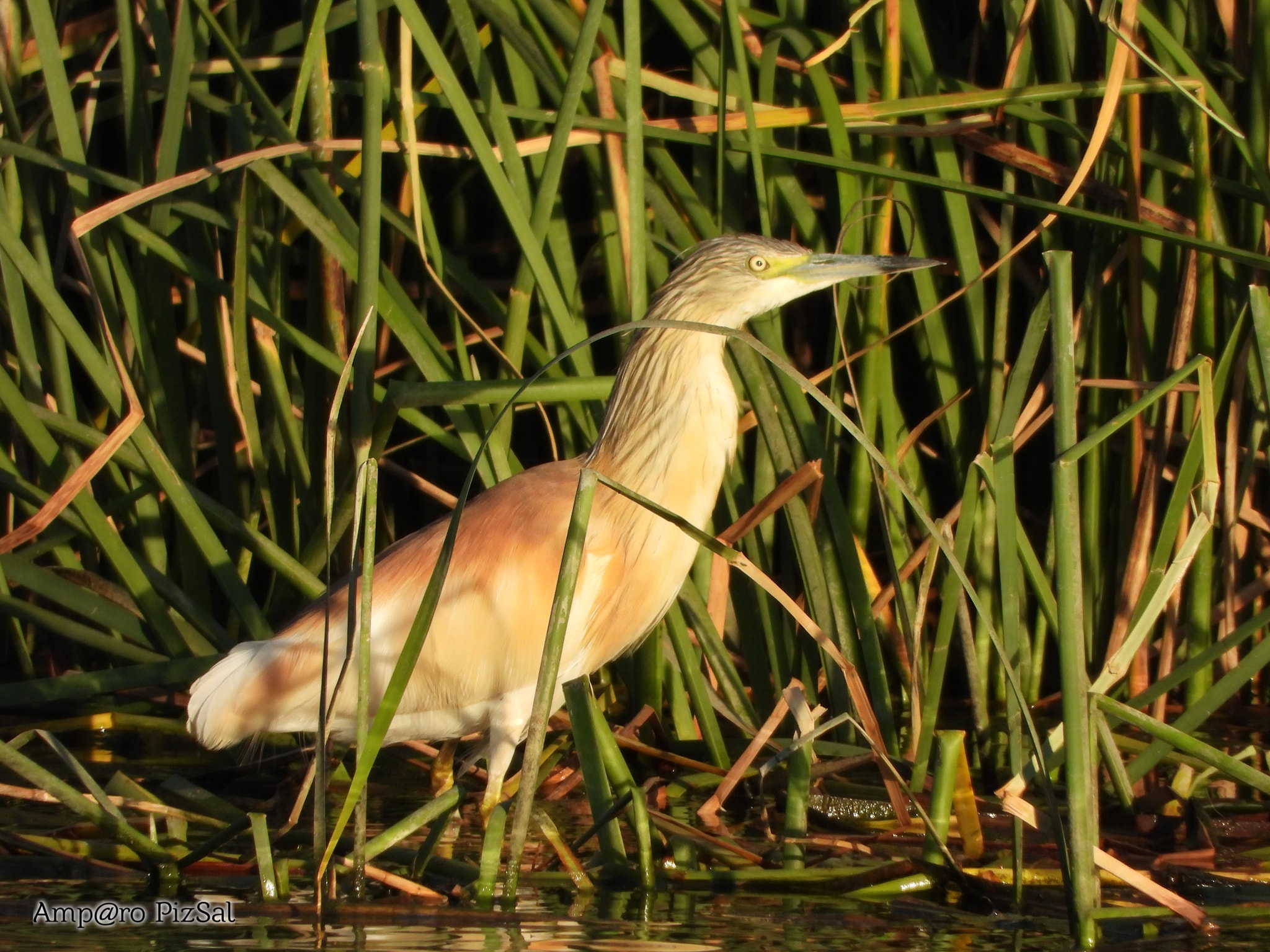
Gracilla Cangrejera

## Situación
La ZEPA Embalse de Arrocampo se encuentra en el norte de la provincia de Cáceres (Comunidad Autónoma de Extremadura), en la Comarca de Campo Arañuelo, cuya capital es Navalmoral de la Mata.
La ZEPA, que tiene como elemento principal al embalse de Arrocampo, abarca partes de los términos municipales de Almaraz, Romangordo, Saucedilla y Serrejón. 

En sus cercanías existen las siguientes ZEPAs: ZEPA Colonias de Cernícalo Primilla de Saucedilla (situada en su iglesia parroquial, a unos 500 m del embalse), la ZEPA de monfragüe y dehesas del entorno (abarca pueblos de la Reserva de la biosfera de Monfragüe) la ZEPA Colonia de Cernícalo Primilla de Belvís de Monroy (a 10 km al este), ZEPA Embalse de Valdecañas, al sureste. Al suroeste, tras la sierra de Serrejón, se encuentra el Parque nacional de Monfragüe, unos 50 km por carretera (25 km a vuelapájaro).

a las orillas del Embalse de Arrocampo, figura el parque ornitológico de Saucedilla, donde puedes obtener información de las ZEPAs y rutas que contiene el municipio. http://www.birdingsaucedilla.com/

## Descripción
La ZEPA ES0000324 Embalse de Arrocampo fue creada a mediados de 2003 en el marco de las Directivas 79/409/CEE (art. 4) y 92/43/CEE (Anexo II).
La importancia de esta ZEPA ha quedado subrayada en múltiples ocasiones por biólogos, ornitólogos y fotógrafos de aves. Entre ellos destaca el biólogo y ornitólogo guipuzcoano Javier Briz, gran conocedor de esta área protegida.
- Características generales: el 85 % de la superficie de la ZEPA es agua continental, el 10 % prados húmedos y mesófilos, y el 5 % turberas, vegetación acuática de orla y marismas. El embalse tiene zonas profundas y una extensa franja de aguas poco profundas y someras. Sus aguas marcan distintas temperaturas según las zonas ya que son utilizadas para la refrigeración de la central nuclear de Almaraz. La seguridad que se deriva de la proximidad de la central redunda en el resguardo y tranquilidad de las aves. El embalse tiene un muro de separación de aguas que es utilizado por varias especies como el cormorán grande como lugar de descanso y/o nidificación.

el embalse Una extensa red de caminos agrícolas y canales de irrigación rodean el embalse.

En su entorno existen encinares (unas 7 ha), prados, zonas con gramíneas (más de 20 ha) y vegetación acuática de orla, eneales esencialmente. Estos eneales forman en algunos puntos islas de vegetación que albergan numerosas y diversas aves y propician la cría de éstas y varias especies de fauna.
Aves que figuran en el Anexo I de la Directiva 79/409/CEE, según el Informe presentado por la Dirección General de Medio Ambiente de la Consejería de Agricultura y Medio Ambiente de la Junta de Extremadura para la candidatura como ZEE del embalse de Arrocampo en junio de 2003:
- Garza imperial (Ardea purpurea): ave migratoria que puede llegar a las 50 parejas reproductoras

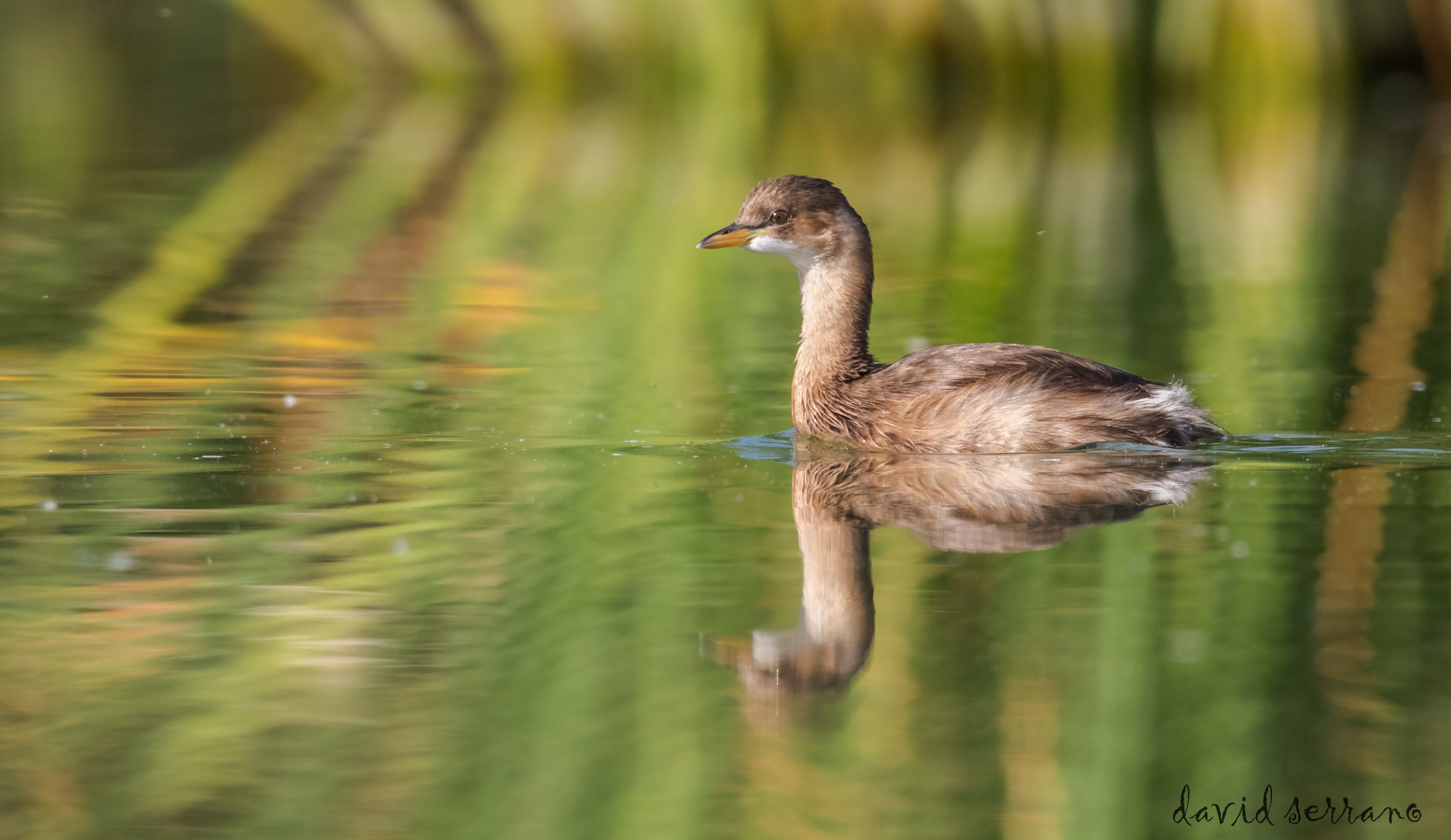
Zampullín

- ZampullínAguilucho lagunero (Circus aeruginosus): 6-10p reprod.

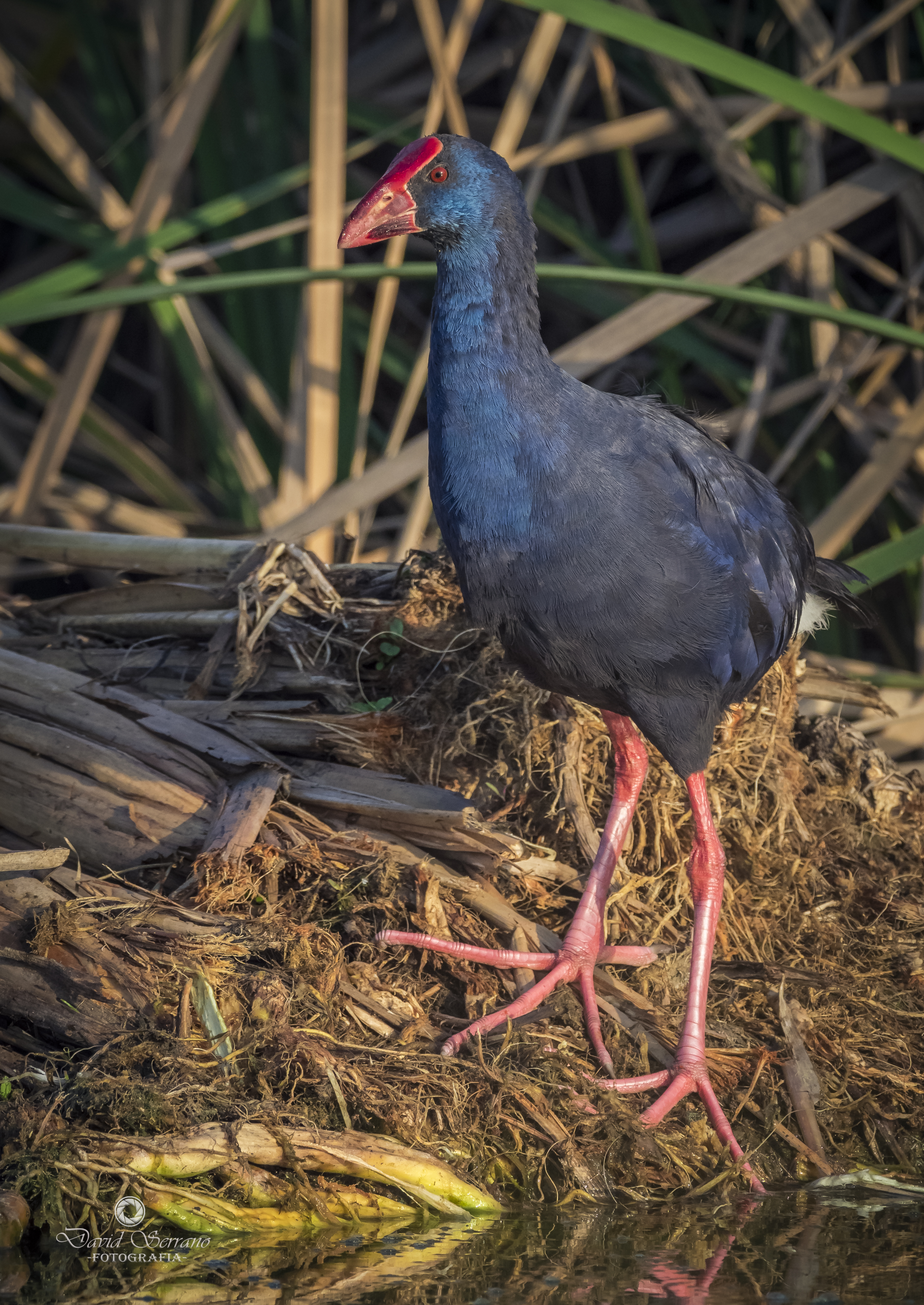
Calamón Común

- Calamón ComúnCalamón (Porphyrio porphyrio), común (más de 30 parejas), sedentaria, símbolo de la ZEPA.
- Martinete común (Nycticorax nycticorax), de 1 a 5 parejas reproductoras

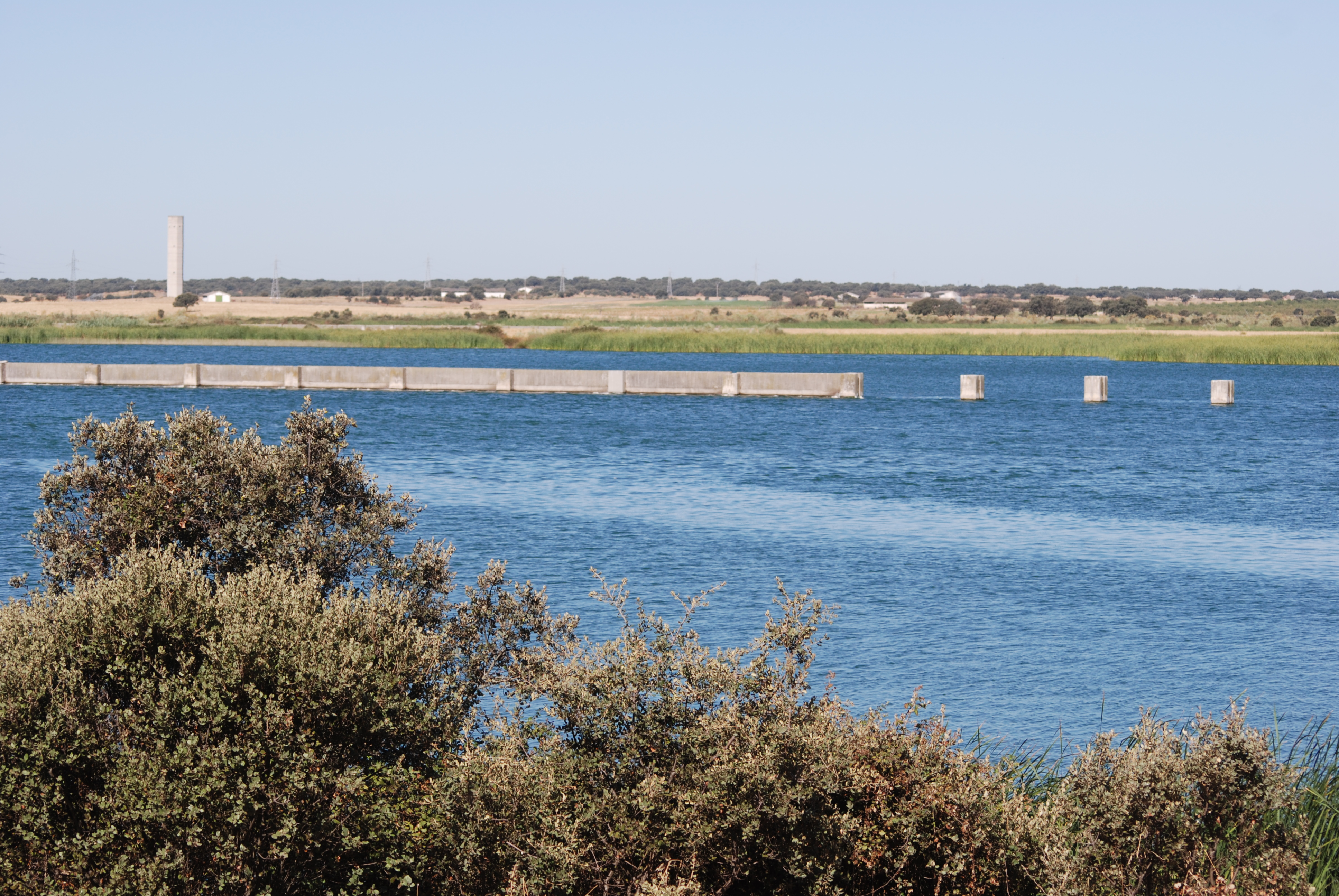
Una vista del embalse de Arrocampo con el muro de separación térmica

- Cigüeña blanca (Ciconia ciconia), común, más de 60 parejas reproductoras en época de migración.
- Milano negro (Milvus migrans),

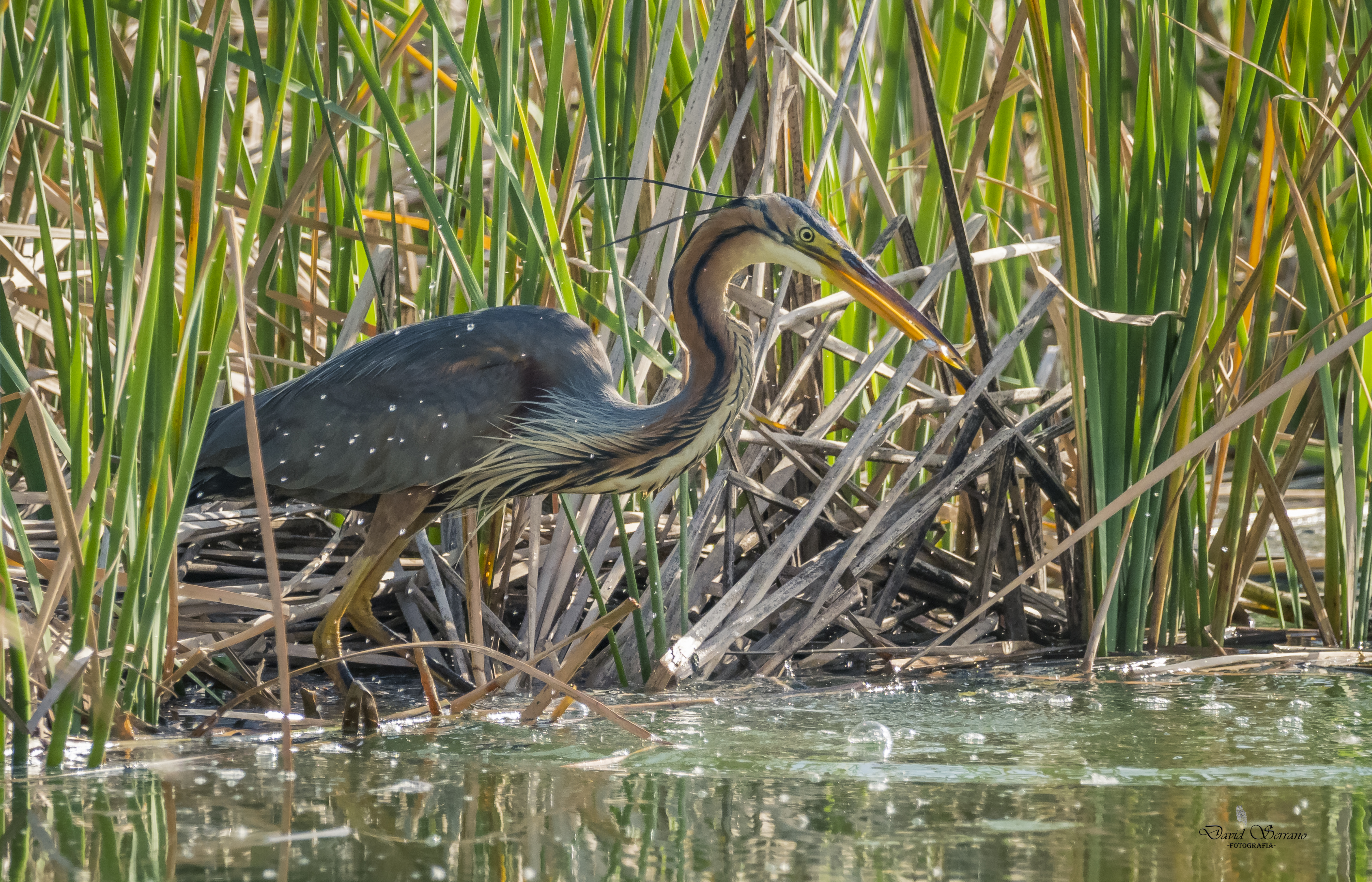
Garza Imperial

- Garza ImperialMilano real (Milvus milvus): sedentaria
- martín pescador (Alcedo atthis): sedentaria

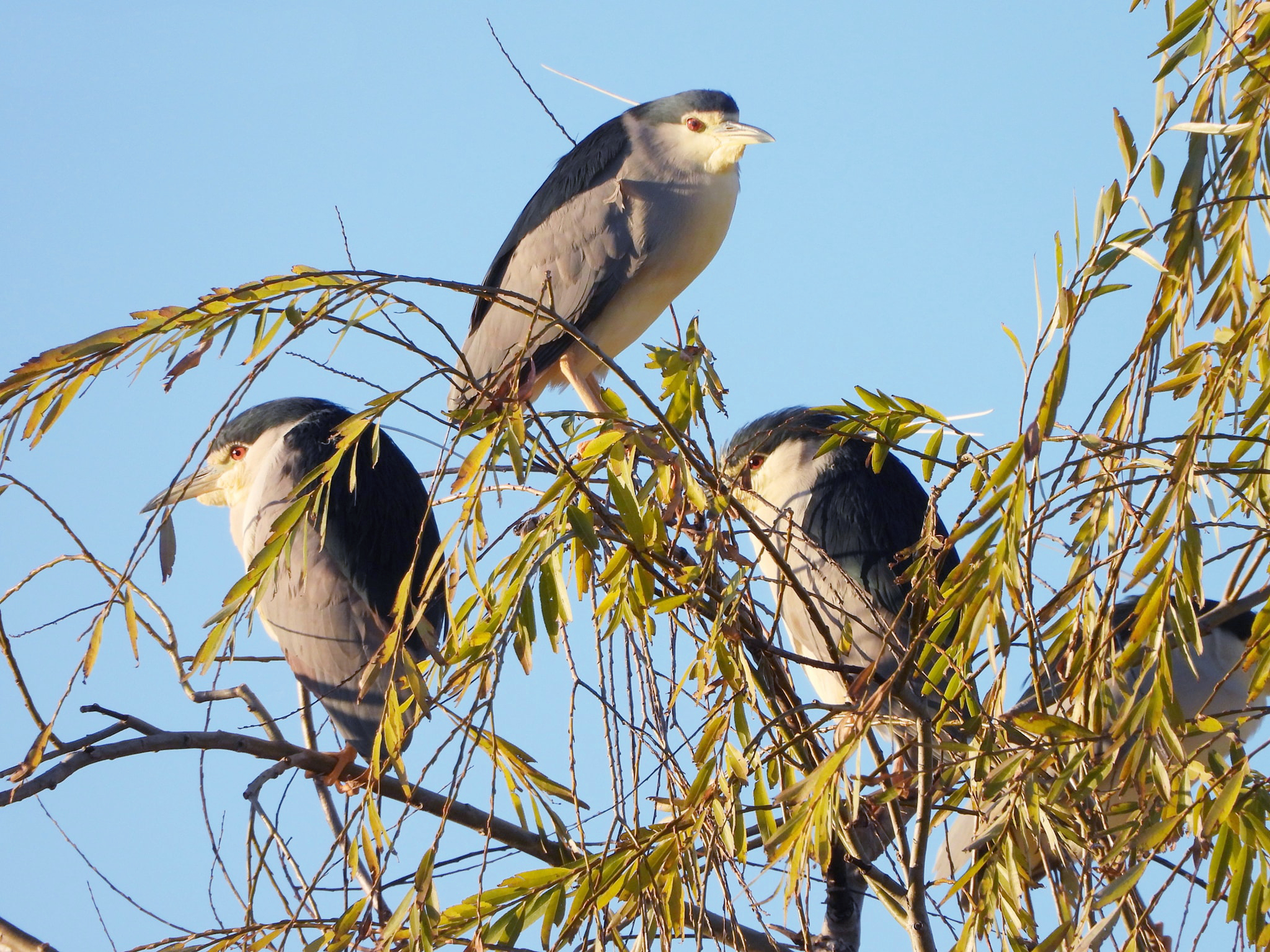
Martinete

- MartineteAvetorillo común (Ixobrychus minutus): 5-10p reproductoras
- Águila culebrera (Circaetus gallicus), raro
- Cigüeñuela común (Himantopus himantopus), común en época de migración
- Garceta común (Egretta garzetta), <20i
- Garza blanca (Egretta alba)
- Grulla común (Grus grus)
- Chorlito dorado común (Pluvialis apricaria), <30i

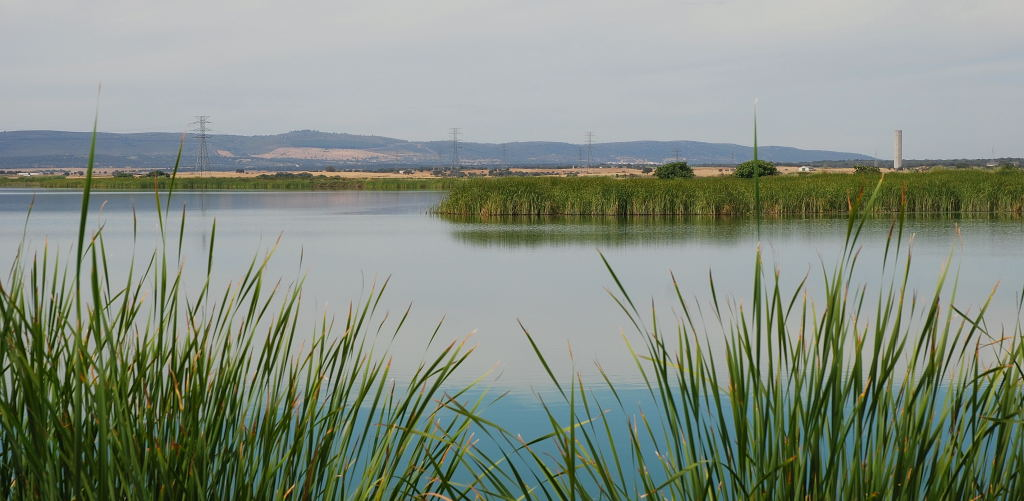
Vista del Embalse de Arrocampo al sur de Saucedilla

- Combatiente (Philomachus pugnax) La enea Typha está omnipresente en el embalse

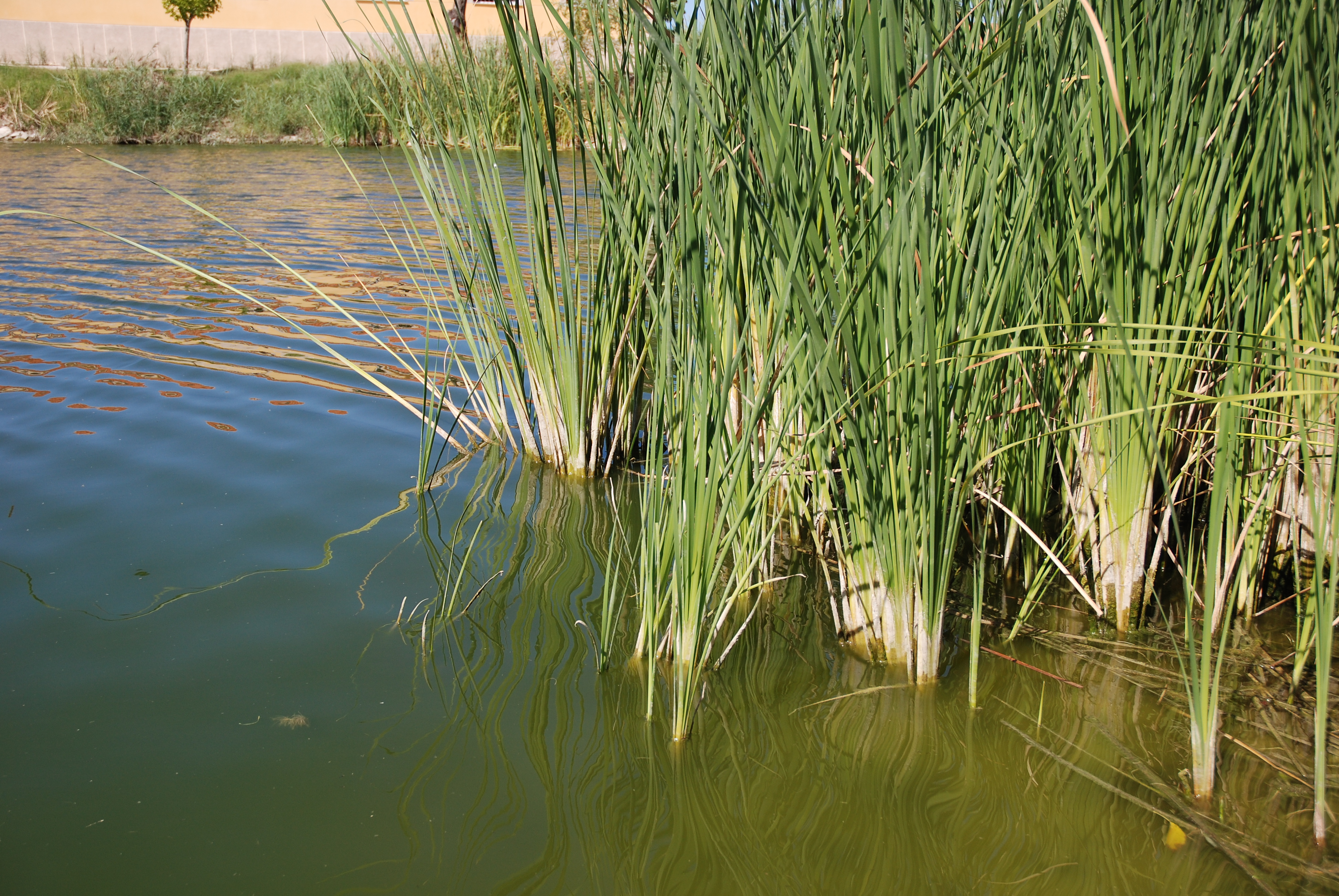
La enea Typha está omnipresente en el embalse

- Andarríos bastardo (Tringa glareola), <5i
- Avetoro común (Botaurus stellaris)
- Elanio común (Elanus caeruleus)
- Pagaza piconegra (Gelochelidon nilotica)
- Garcilla cangrejera (Ardeola ralloides)

Aves migratorias de presencia regular que no figuran en el Anexo I de la Directiva 79/409/CEE:
- Zampullín chico (Tachybaptus ruficollis), sedentario: <50i
- Garcilla bueyera (Bubulcus ibis), sedentaria, común
- Verderón europeo sedentario, >2500i
- Paloma torcaz (Anas strepera)
- Ánade real (Anas platyrhynchos), <250i

- Rascón común (Rallus aquaticus)
- Polla de agua (Gallinula chloropus), sedentaria, común
- Carduelis chloris, sedentaria, común
- Busardo ratonero (Buteo buteo), sedentario, común
- Paloma torcaz (Columba palumbus), común
- Lechuza común (Tyto alba)
- Vencejo común (Apus apus)
- Abejaruco (Merops apiaster)
- Abubilla (Upupa epops)
- Cogujada común (Galerida cristata)
- Golondrina común (Hirundo rustica)

- Avión común (Delichon urbica)

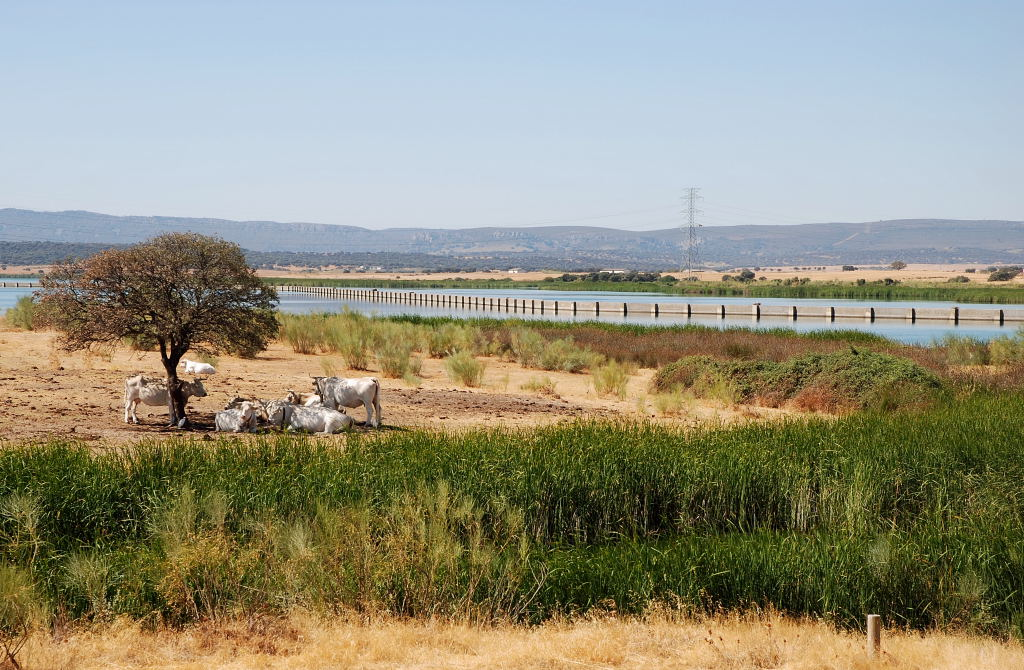
Ganado vacuno a orillas del embalse (Saucedilla)

- Chochín  (Troglodytes troglodytes)
- Ruiseñor (Luscinia megarhynchos)
- Tarabilla común (Saxicola torquata)
- Mirlo común (Turdus merula)
- Ruiseñor bastardo (Cettia cetti)
- Carricero común (Acrocephalus scirpaceus)
- Carricero tordal (Acrocephalus arundinaceus)
- Parus caeruleus
- Carbonero común (Parus major)Anillamiento de Martín Pescador

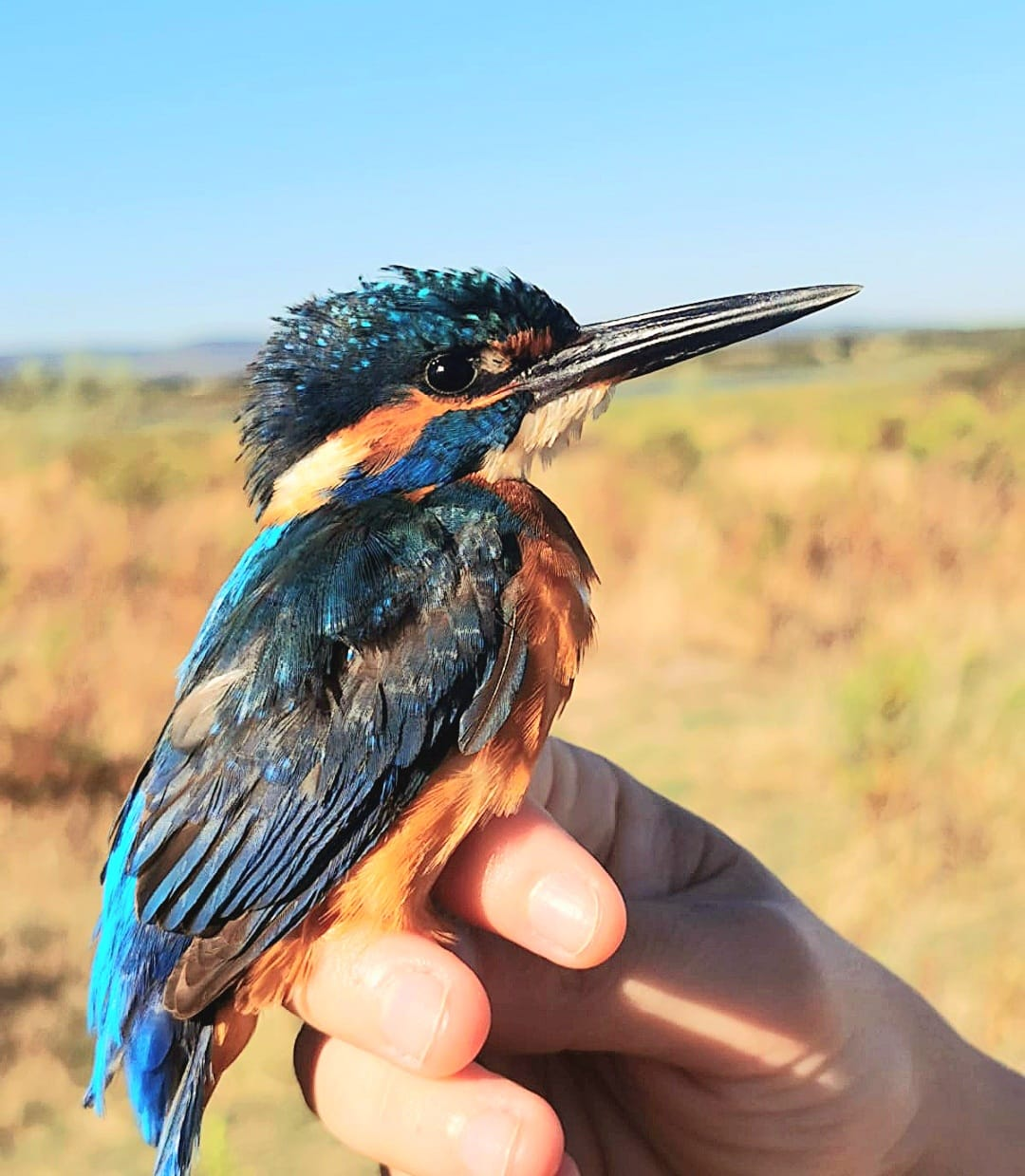
Anillamiento de Martín Pescador

- Oropéndula oriol (Oriolus oriolus)

- Alcaudón común (Lanius senator)
- Alcaudón real (Lanius excubitor)
- Rabilargo (Cyanopica cooki)
- Urraca (Pica pica)
- Grajilla (Corvus monedula)
- Cuervo común (Corvus corax)
- Estornino negro (Sturnus unicolor)
- Gorrión común (Passer domesticus)
- Gorrión molinero (Passer montanus)

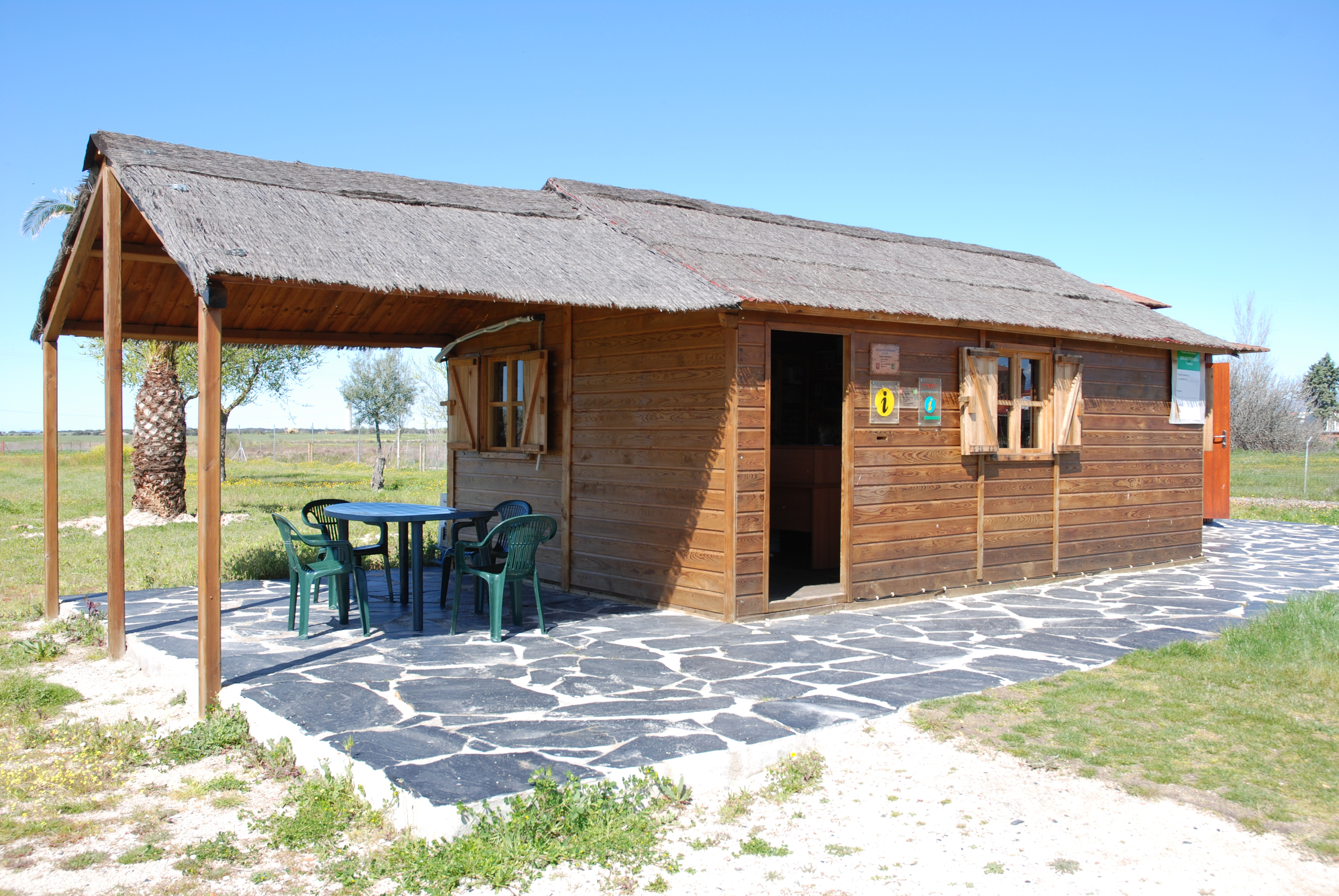
Oficina de Información de la ZEPA Embalse de Arrocampo en Saucedilla

- Cístola BuitrónEspátula ComúnOficina de Información de la ZEPA Embalse de Arrocampo en SaucedillaVerdecillo (Serinus serinus) Carduelis carduel

- Triguero (Miliaria calandra)

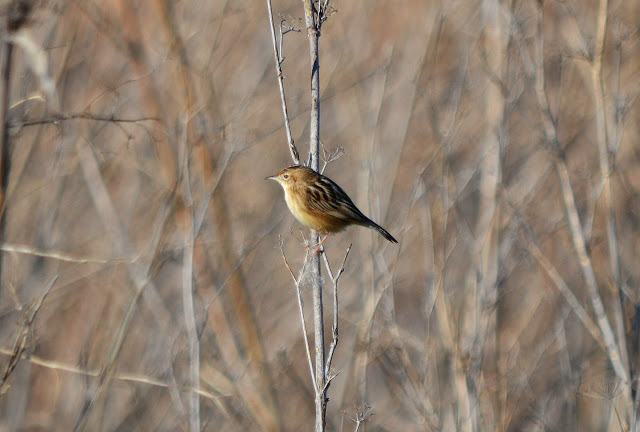
Cístola Buitrón

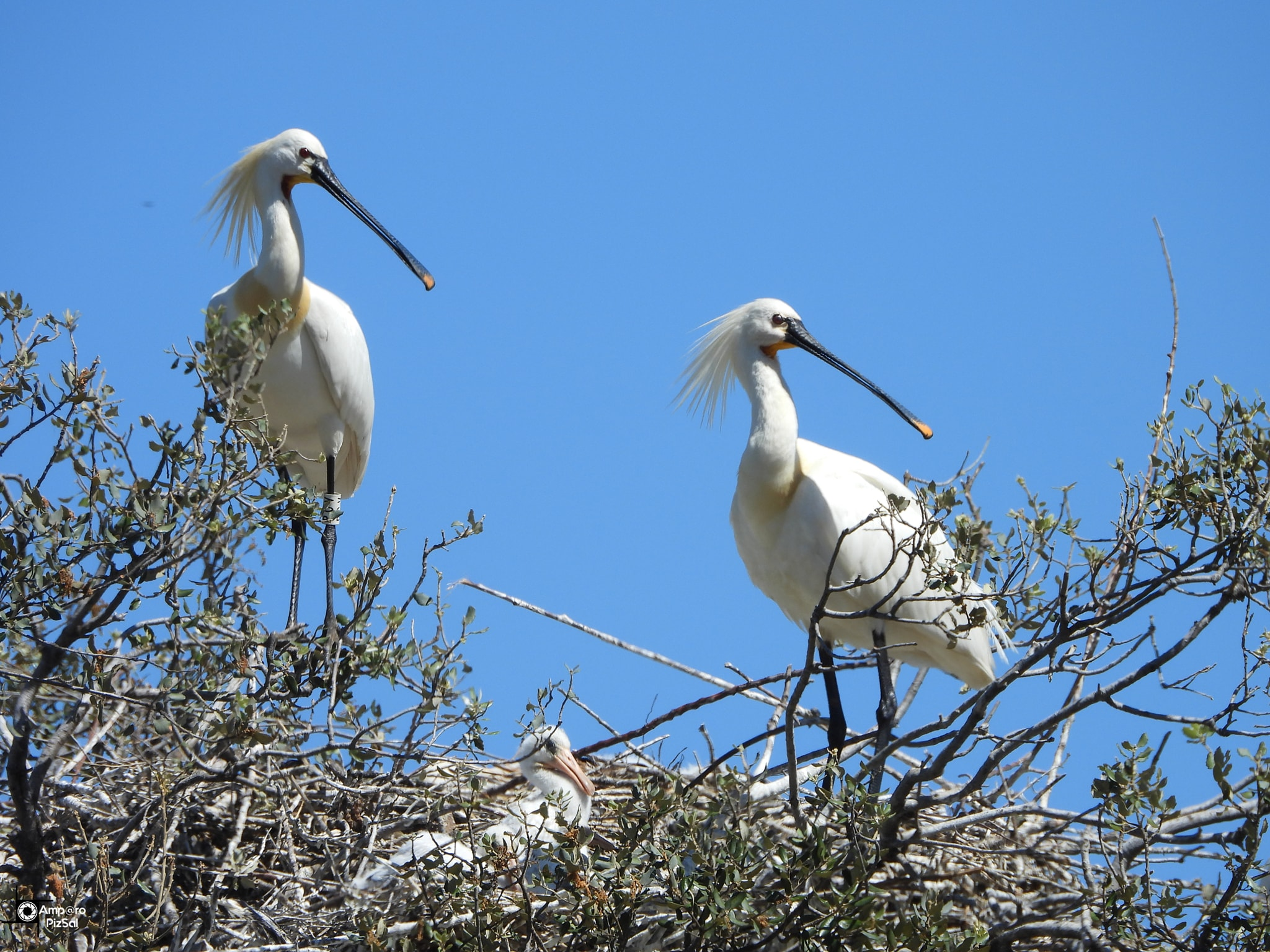
Espátula Común

- Garza real europea (Ardea cinerea)
- Lavandera blanca (Motacilla alba)
- Lavandera cascadeña (Motacilla cinerea)
- Buscarla unicolor (Locustella luscinioides)
- Cuco común (Cuculus canorus)
- Collalba rubia (Oenanthe hispanica)
- Buitrón (Cisticola juncidis)
- Curruca capirotada (Sylvia atricapilla)
- Curruca cabecinegra ((Sylvia melanocephala)
- Agateador común (Certhia brachydactyla)
- Pinzón vulgar (Fringilla coelebs)
- Verderón común (Carduelis chloris)
- Golondrina dáurica (Hirundo daurica)
- Cormorán grande (Phalacrocorax carbo), común, pudiendo llegar a 500-700 individuos
- Ansar común (Anser anser)
- Cerceta común (Anas crecca)
- Pato cucharo (Anas clypeata)
- Porrón común (Aythya ferina)
- Focha común (Fulica atra)
- Avefría europea (Vanellus vanellus)
- Agachadiza común (Gallinago gallinago)
- Andarrios común (Actitis hypoleucos)
- Gaviota reidora (Larus ridibundus)
- Gaviota sombría (Larus fuscus)
- Andarríos grande (Tringa ochropus)

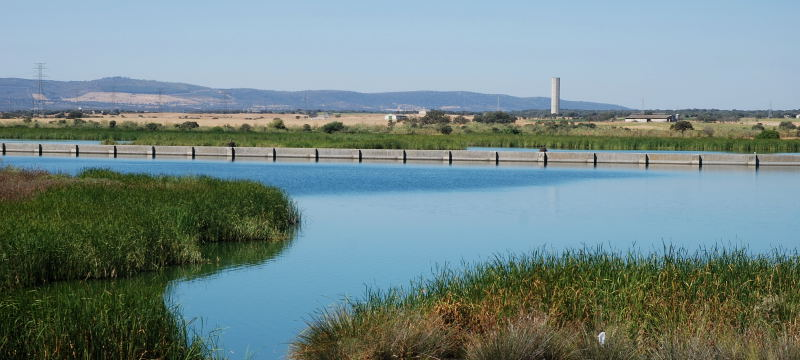
Vista del embalse en Saucedilla
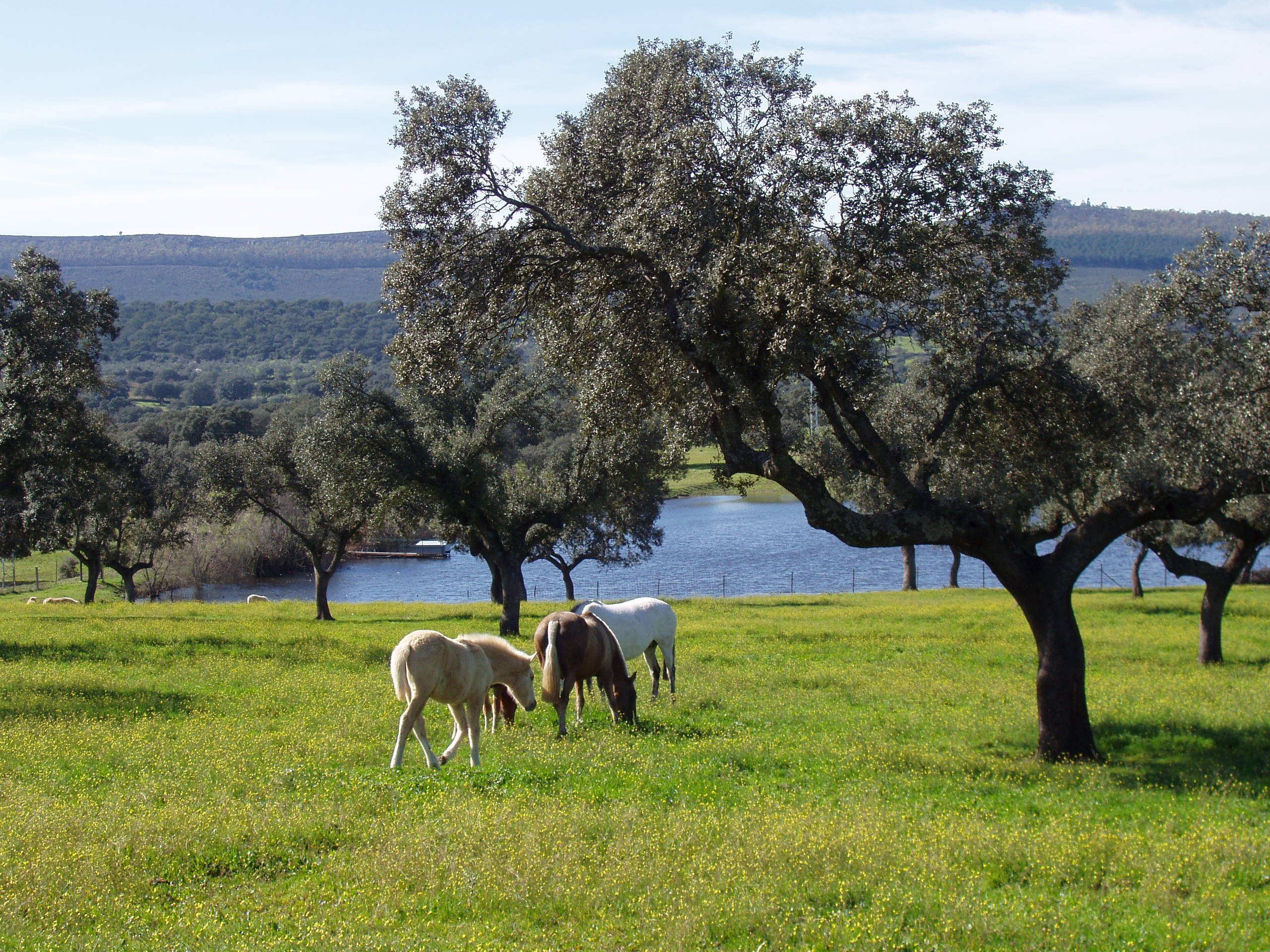
Praderías cerca del embalse
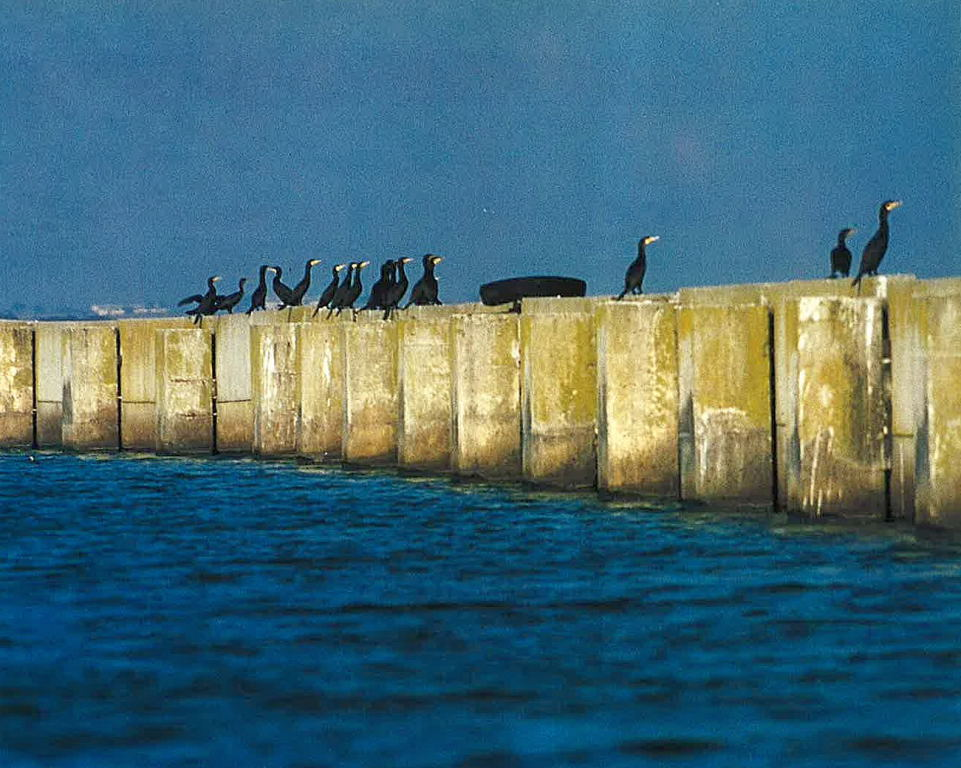
Cormoranes en un tramo del muro de separación térmica (Foto de CNA)
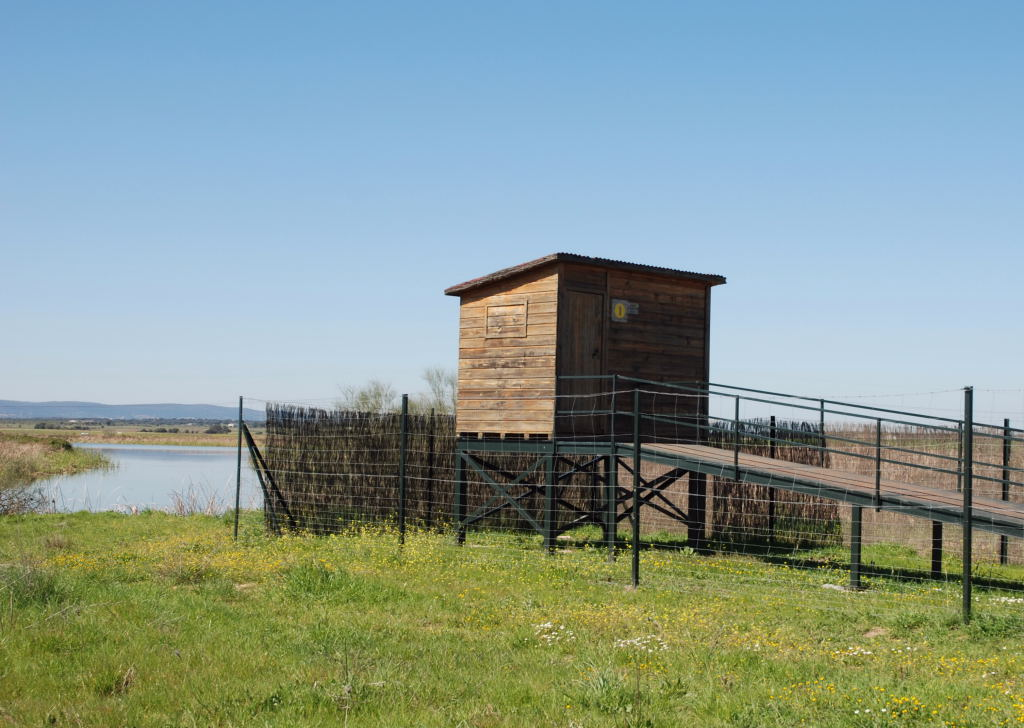
Observatorio de aves del parque ornitológico, en Saucedilla
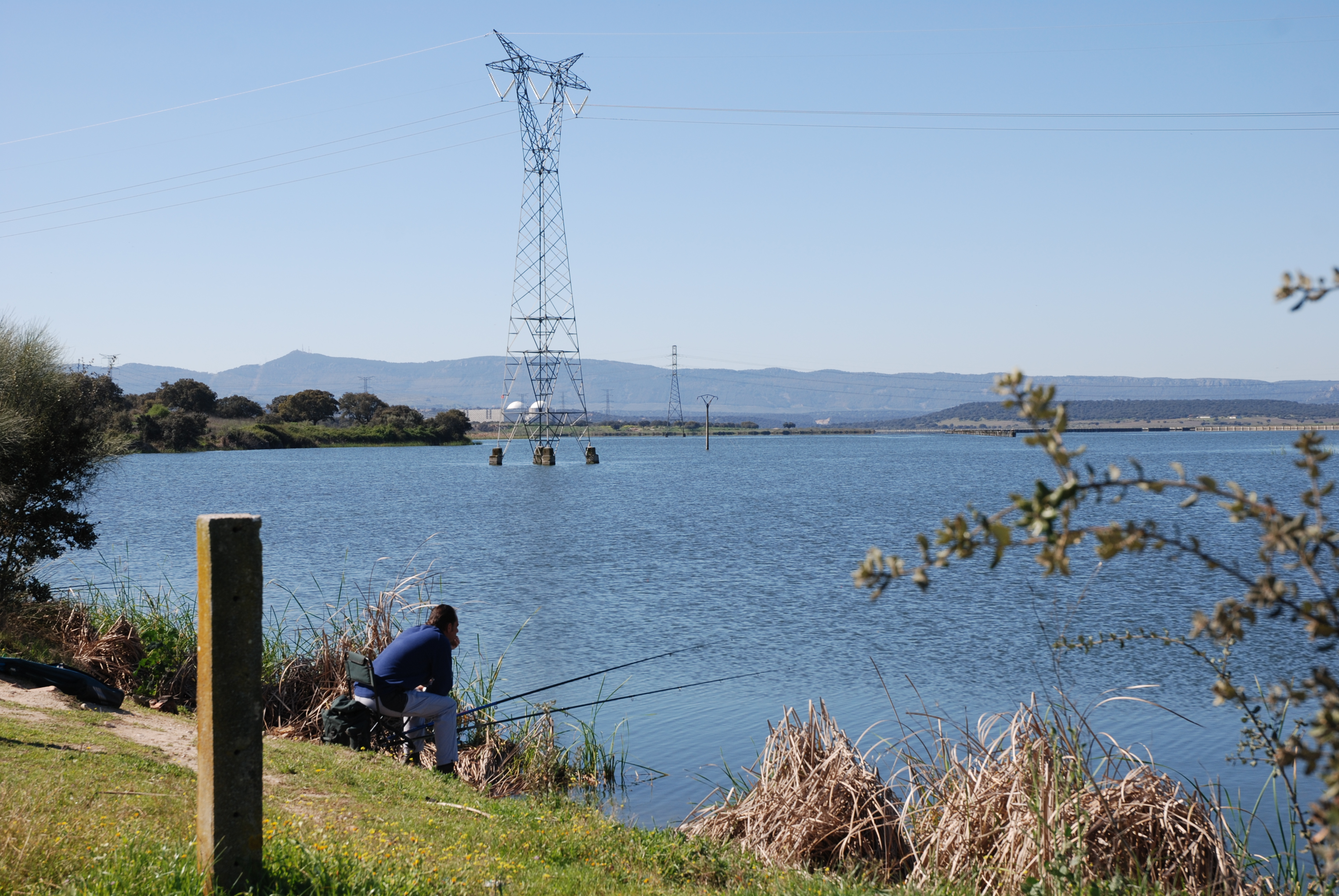
Vista del embalse en la carretera entre Almaraz y Saucedilla
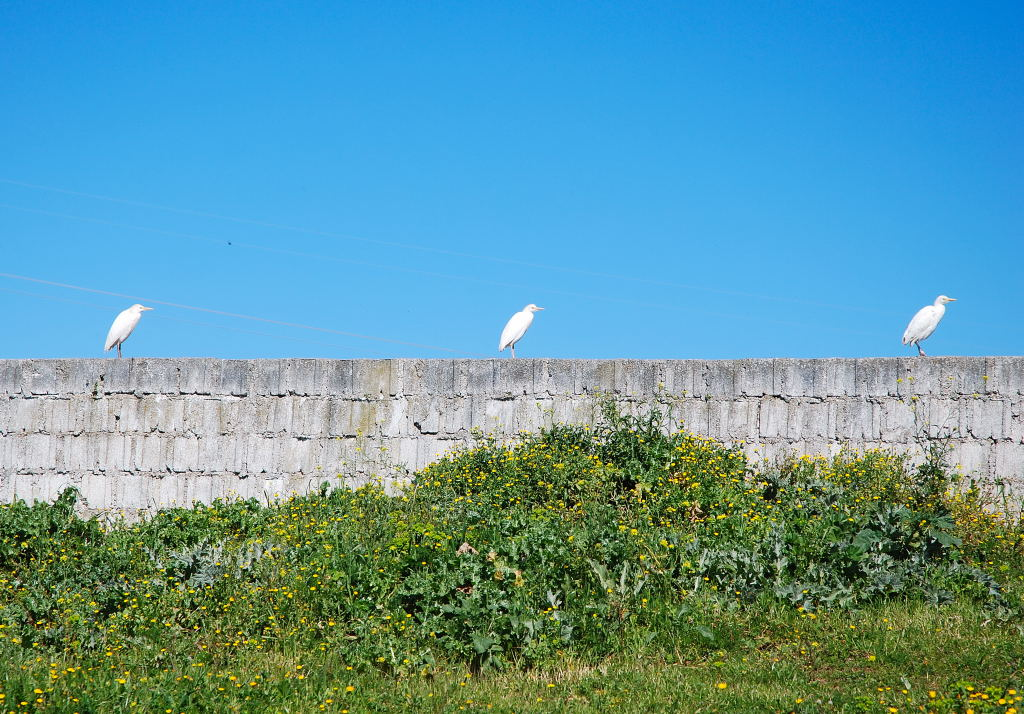
Garcillas bueyeras en una pared de Almaraz